# Sam Baldock
Samuel Edward Thomas Baldock, detto Sam (Buckingham, 15 marzo 1989), è un ex calciatore inglese, di ruolo attaccante.

## Carriera

### Club
Ha giocato in varie squadre della seconda divisione inglese.

### Nazionale
Ha partecipato ai Mondiali Under-20 del 2009.

## Palmarès

### Club

#### Competizioni nazionali
- Football League Two: 1

MK Dons: 2007-2008
- Football League Trophy: 1

MK Dons: 2007-2008

### Individuale
- Capocannoniere della Football League One: 1

Bristol City: 2013-2014 (24 gol)